# Antônio Joaquim de Melo
Dom Antônio Joaquim de Melo (Itu, 29 de setembro de 1791 — São Paulo, 16 de fevereiro de 1861) foi um sacerdote e sétimo bispo de São Paulo. Foi o primeiro brasileiro a ocupar este cargo. Foi conde romano.
Era filho do capitão Teobaldo de Mello César e de Josefa Maria do Amaral.
Tendo seu pai sido transferido para a capitania de Minas Gerais, foi lá que realizou seus primeiros estudos. Ingressou no exército em 1799, permanecendo até 1810, quando retornou a Itu, onde iniciou o estudo do latim.

## Presbiterado
Manifestando vocação sacerdotal, foi recebido pelo bispo de São Paulo, Dom Mateus de Abreu Pereira, que o matriculou como aluno dos cursos eclesiásticos da catedral.  Foi ordenado pelo próprio Dom Mateus, a 4 de outubro de 1814, em São Paulo. Celebrou sua primeira missa em Itu, onde frequentou as famosas conferências dos padres do Patrocínio, sob direção de Frei Jesuíno do Monte Carmelo.  Foi nomeado Vigário da Vara de Itu, em 1849.

## Episcopado
Tendo sido indicado bispo de São Paulo por Dom Pedro II, Imperador de Brasil; a 5 de maio de 1851, aos 59 anos, foi confirmado, por breve do Papa Pio IX.
Foi sagrado bispo, em São Paulo, no dia 6 de junho de 1852, sendo sagrante principal Dom Manuel de Monte Rodrigues de Araújo, bispo do Rio de Janeiro e Conde de Irajá.
Dom Manuel foi bispo de São Paulo até 16 de fevereiro de 1861, quando veio a falecer, em Itu, aos sessenta e nove anos. Após a sua morte, foi eleito Vigário Capitular o Cônego Joaquim Manuel Gonçalves de Andrade.

## Brasão
- Descrição: Escudo eclesiástico, partido: o 1º de goles, com uma dobre-cruz de jalde, acompanhado de seis besantes de argente, e bordadura do segundo esmalte – Armas dos Melos. O 2º cortado, sendo  I de sinopla, com três bandas de prata; e II de sinopla, com uma banda ondada de prata – Armas  modificadas do brasão antigo dos Regos. O escudo está assente em tarja branca. O conjunto pousado sobre uma cruz trevolada de ouro, com um coronel de conde, entre uma mitra de prata adornada de ouro, à dextra, e de um báculo do mesmo, a senestra, para onde se acha voltado. O todo encimado pelo chapéu eclesiástico com seus cordões em cada flanco, terminados por seis borlas cada um, tudo de verde.
- Interpretação: O escudo obedece às regras heráldicas para os eclesiásticos. Os campos representam as armas familiares do bispo, nascido da nobreza lusitana. No 1º, o campo de goles (vermelho) simboliza o fogo da caridade inflamada no coração do bispo, bem como valor e socorro aos necessitado; a bordadura, que é uma peça honrosa de 2ª ordem, servindo para designar um ramo mais novo de uma família nobre; juntamente com a dobre-cruz, sinal do cristianismo, sendo de jalde (ouro) simbolizam: nobreza, autoridade, premência, generosidade, ardor e descortínio. No 2º, os campos de sinopla (verde) representam: esperança, liberdade, abundância, cortesia e amizade, e as bandas, por se metal argente (prata), simbolizam a inocência, a castidade, a pureza e a eloqüência, virtudes essenciais num sacerdote.

## Atividade e contribuições
Dom Antônio Joaquim de Melo foi o bispo que fez profundas mudanças na vida eclesiástica da diocese. Baixou portarias e decretos regulamentando a vida dos padres e seminaristas. Em 9 de novembro de 1856, instalou o Seminário de Santo Inácio de Loiola, que por determinação do Papa Pio IX, foi também dedicado à Maria Imaculada, ficando toda a direção a cargo dos frades capuchinhos de Saboia. Empenhou-se para trazer várias congregações religiosas para a São Paulo, destacando-se a congregação francesa de São José de Chamberry, que instalando-se em Itu, lá fundou o famoso Colégio Nossa Senhora do Patrocínio, para a educação feminina. Dom Antônio empenhou-se em visitar quase todas as paróquias de seu bispado, empreendendo cinco destas visitas.